# Конрад, Курт
Курт Конрад (нем. Kurt Conrad; 19 октября 1911, Хомбург — 16 июля 1982, Хомбург, Саар) — немецкий политик, член партии СДПГ.
Курт Конрад работал до 1939 года на одном из заводов в Сааре. В 1952 году он участвовал в создании партии СДПГ в Сааре. Три раза он был депутатом земельного парламента (1947—1952, 1955—1957, 1960—1975). С 1957 по 1959 год — депутат Европейского парламента. С 1959 по 1961 год Конрад исполнял должность министра внутренних дел Саара.